# Meriania neblinensis
Meriania neblinensis är en tvåhjärtbladig växtart som beskrevs av John Julius Wurdack. Meriania neblinensis ingår i släktet Meriania och familjen Melastomataceae. Inga underarter finns listade i Catalogue of Life.